# Ніколенко Дмитро Федотович
Ніко́ленко Дмитро́ Федо́тович (нар. 7 листопада 1899 — пом. 17 вересня 1993)  — український психолог, організатор психолого-педагогічної освіти, кандидат психологічних наук, професор (1974). Заслужений працівник вищої школи України (1980).

## Біографія
Народився Дмитро Федотович Ніколенко 7 листопада 1899 року в селі Жаботин Кам'янського району Черкаської області в багатодітній селянській родині.
Після закінчення 2-х річної початкової сільської школи у селі Жаботин поїхав до Києва навчатися у духовній семінарії Києво-Печерської Лаври. Після закінчення духовної семінарії вступає до університету Св. Володимира (нині КНУ ім Т. Г. Шевченка) на філологічний факультет. По закінченню університету навчається на курсах вчителів У 1921 році молодий активіст Дмитро Ніколенко об'їжджає села Черкащини, агітує молодь «вчитися на вчителя», збирає кілька сотень пудів борошна для підтримки голодних викладачів, які переїздять до Черкас на роботу щойно відкритого, завдяки зусиллям Д. Ніколенка, інституту народної освіти, студентом якого стає і сам.
Потім працює вчителем початкової і семирічної шкіл, викладає в училищі фабрично-заводського навчання. Водночас працює інструктором Черкаського повітового відділу народної освіти і кореспондентом черкаської газети «Вісті».
У 1922 році переїжджає до Києва і вступає на філософсько-педагогічний факультет Київського інституту народної освіти. Тут Дмитро Федотович прилучився до психології і назавжди пов'язав з цією наукою свою долю.
Починаючи з 1930 року, педагогічна і наукова діяльність Д. Ф. Ніколенка пов'язана з Київським педагогічним інститутом, де він працює спочатку викладачем, а згодом — доцентом кафедри психології.
У роки німецько-радянської війни був залишений у Києві для підпільної роботи. Виконував важливі доручення центру, був зв'язковим, не раз ризикував життям, передаючи секретну інформацію. Після звільнення Києва у 1943 році Д. Ф. Ніколенко, співробітник Київського обласного інституту вдосконалення вчителів, бере найактивнішу участь у відродженні освіти на визволеній Київщині. З лютого 1944 року він знову почав читати лекції в Київському педінституті.
З 1947 по 1950 роки працював деканом педагогічного факультету Київського державного педагогічного інституту імені О. М. Горького.
З 1951 по 1981 роки очолював кафедру психології КДПІ імені О. М. Горького.
До кінця свого життя обіймав посаду професора цієї кафедри.
Помер 17 вересня 1993 року в місті Києві.

## Наукова діяльність
У 1927 році Д. Ф. Ніколенко вступає до аспірантури при науково-дослідній кафедрі педології Київського інституту соціального виховання. Згодом захистив так звану промоційну дисертацію на тему «Почуття комічного і його розвиток у дітей» і став науковим співробітником відділу психології Українського науково-дослідного інституту педагогіки.
Коло його наукових інтересів всеохопне, (майже 300 видрукуваних наукових праць): загальна, вікова і педагогічна психологія, психологія вчителя, педологія, психотехніка, психодіагностика, профорієнтація, психологія здібностей, психологічна служба в школі та ВНЗ.
Важливим є те, що Д. Ф. Ніколенко не лише ставив у своїх наукових працях ці гострі питання щодо підготовки вчителя, формував громадську думку щодо їх вирішення, а й здійснював розробку відповідних шляхів і засобів ефективного їх вирішення. Надзвичайно велике значення він надавав включенню студентів у майбутню педагогічну діяльність.
Свої погляди на проблему вчителя Д. Ф. Ніколенко узагальнив у своєму навчальному посібнику «Психологія особистості радянського вчителя» (К., 1973). Виданий більше як 35 років тому, в специфічних соціально-політичних умовах тоталітаризму, ця книга і зараз має як історичний сенс, так і самостійне знамення для особистісно-професійного формування майбутнього вчителя.
Працюючи завідувачем кафедри, Дмитро Федотович Ніколенко прагнув дати науково-методичне психологічне забезпечення в підготовці вчителя. Він розробив (сам, чи спільно з колегами по кафедрі) «Педагогічну психологію», «Вступ до психології», «Практикум з загальної, вікової і педагогічної психології», «Психологію особистості радянського вчителя» та інші навчальні посібники.
Актуальною є настанова Вчителя про те, що психолого-педагогічна освіта вчителя-предметника за своїм змістом повинна стати дитинознавством в широкому його розумінні, забезпечити здатність бачити дитину в її розвитку, уявляти її зрілим громадянином, щоб засобами свого навчального предмету формувати у свого учня інтелект, почуття і волю, риси характеру і переконання відповідно до уявлюваного ідеалу громадянина країни.

## Основні публікації
- Ніколенко Д. Ф. Вчення І. П. Павлова про вищу нервову діяльність в курсі психології. — К.: Рад.школа, 1952. — 59 с.
- Чамата П. Р., Николенко Д. Ф. Психологическая готовность. — К.: Рад. школа, 1959.
- Ніколенко Д. Ф. Формування естетичних почуттів у дітей дошкільного віку. — К. Рад. школа, 1967. — 95 с
- Вчись самостійно працювати: (На допомогу студенту-першокурснику) / Грищенко М. М., Ніколенко Д. Ф., Недоступ Н. М.\ М-во вищ. та серед. спец. освіти УРСР; Київський ордена Леніна державний університет ім. Т. Г. Шевченка; Кафедра педагогіки середньої та вищої школи. — Київ: [s. n.], 1969.
- Ніколенко Д. Ф. Психологія особистості радянського вчителя: посібник для студентів педінститутів / Д. Ф. Ніколенко ; МОН УРСР. КДПІ ім. О. М. Горького. — Київ: [s. n.], 1973. — 145 с.
- Николенко Д. Ф., Шкиль М. И. Становление учителя. — К. : Знание, 1979. — 46 с. — (Сер. VII. Педагогическая).
- Загальна, вікова і педагогічна психологія: практикум / ред. Д. Ф. Ніколенко. — Київ: Вища школа, 1980. — 205 с.
- Вступ до психології: лекції для студентів-заочників / Д. Ф. Ніколенко, Л. М. Проколієнко . — Київ: КДПІ, 1980. — 104 с.
- Дошкільна педагогічна психологія / За ред. Ніколенка Д. Ф. — К., 1987.
- Сімейне виховання. Підлітки: методический материал / Л. М. Проколієнко, Д. Ф. Ніколенко. — Київ: Радянська школа, 1981. — 144 с. — (Бібліотека для батьків).
- Вступ до психології: лекції для студентів-заочників / Д. Ф. Ніколенко, Л. М. Проколієнко, . — К. :КДПІ, 1982 — ч.2. — 80 с.
- Психічні процеси: (лекції для студентів-заочників) / Д. Ф. Ніколенко, Л. М. Проколієнко ; Міністерство освіти УРСР), КДПІ ім. О. М. Горького). — Київ: КДПІ, 1983. — 90 с.
- Ніколенко Д. Ф. Учитель // Українська Радянська Енциклопедія. — 2-е видання. — Т. 11. — Книга 1. — Київ, 1984. — С. 519.
- Індивідуально-психологічні особливості особистості: навчальний посібник / Ніколенко Д. Ф., Проколієнко Л. М.; КДПІ, . — К. : КДПІ, 1987. — 44 с.
- Психолого-педагогічні проблеми вивчення особистості учня і учнівського колективу: методичні рекомендації / МО УРСР. КДПІ ім. М.Горького ; Уклад. Левченко М. В., Ред. Ніколенко Д. Ф. — [S. l. : s. n.] ; Київ, 1988.
- Ніколенко Д. Ф. Педологія: питання теорії і практики / Д. Ф. Ніколенко // Рад. освіта. -. 1988. — № 42. — С. 2-3.
- Педагогічна психологія: навчальний посібник для студ. педін-тів / Під ред. Л. М. Проколієнко, Д. Ф. Ніколенка. — Київ: Вища школа, 1991. — 183 с. — ISBN 5-11-002424-3.
- Програма педагогічних інститутів з курсу «Психологічна служба в закладах народної освіти»: для студентів педінститутів спеціальностей «Практична психологія», «Психологія» / М-во освіти України, Ін-т системних досліджень освіти ; Укл. Д. Ф. Ніколенко. — Київ: [s. n.], 1993. — 12 с.